# 中御門経宣
中御門経宣（なかのみかど つねのぶ、弘安2年（1279年） - 暦応3年（1340年）5月6日）は、鎌倉時代後期から室町時代前期にかけての公卿。法名は乗信。

## 官歴
- 弘安9年（1286年）：従五位下
- 正応元年（1288年）：和泉守、従五位上
- 永仁2年（1294年）：正五位下
- 永仁3年（1295年）：越後守
- 乾元元年（1302年）：左衛門佐
- 嘉元元年（1305年）：中宮権大進
- 延慶2年（1309年）：春宮大進
- 正和4年（1315年）：従四位下
- 文保3年（1318年）：正四位下、春宮亮、右中弁、近江守
- 元応元年（1319年）：右大弁、蔵人頭、正四位上、造東大寺長官
- 元応2年（1320年）：参議、右兵衛督、検非違使別当
- 元亨元年（1321年）：従三位
- 元亨2年（1322年）：周防権守
- 元徳2年（1330年）：正三位
- 建武2年（1335年）：従二位
- 暦応元年（1338年）：出家のため致仕

## 系譜
- 父：中御門経継
- 弟：中御門経季
- 弟：中御門経兼
- 子：中御門宣明